# جرهم

جُرهُم قبيلة قديمة من السكان الأصليين لـشبه الجزيرة العربية، نزلوا بـمكة عند هاجر وابنها إسماعيل عليه السلام قادمين من جنوب الجزيرة العربية، وعندما كبر إسماعيل تزوج منهم.

## نسبهم
اختلف في نسبهم فقيل بأنهم:
- قبيلة من قبائل العرب الأقدمين أو ما يسمى بالعرب البائدة أبناء عم لقطوراء من نسل إرم بن سام.[1][3]

- جرهم بن قحطان بن عابر بن شالخ بن أرفخشد بن سام بن نوح.[4]
- جرهم وقيل (هذرم) بن عابر بن سبأ بن يشجب بن يعرب بن قحطان.[5]

## لغتهم
إختلف العلماء حول لغتهم:
- قيل أنهم تحدثوا العبرانية، وهذا ما ذهب إليه ابن خلدون حيث قال:[6]

| جرهم | وأما جرهم فكانت ديارهم باليمن وكانوا يتكلمون بالعبرانية | جرهم |

وكذلك يرى أبو عمرو بن العلاء فقال:
| جرهم | كل العرب من ولد إسماعيل إلا حمير وبقايا جرهم | جرهم |

- قيل إنهم تحدثوا العربية وفي صحيح البخاري عن قصة إسماعيل عليه السلام مع جرهم: وَشَبَّ الغُلاَمُ وَتَعَلَّمَ العَرَبِيَّةَ مِنْهُمْ.

## أمر جرهم والكعبة
بعد وفاة نابت بن اسماعيل؛ صارت ولاية البيت في قبيلة جرهم حتى بغت بمكة واستحلوا حرمتها، وأكلوا مال الكعبة الذي يهدى لها، وظلموا من دخل مكة، ثم لم يتناهوا؛ حتى جُعل الرجل منهم إذا لم يجد مكانا يزني فيه دخل الكعبة فزنى. وكانت مكة حينذاك لا ظلم ولا بغي فيها، ولا يستحل حرمتها ملك إلا هلك مكانه، فكانت تسكى (الناسة) وتسمى (بكة)، تبك أعناق البغايا إذا بغوا فيها.
فأجمعت قبيلة خزاعة على قتالهم وإخراجهم من مكة، فانتصرت خراعة عليهم؛ وأُجليت من بقى منهم إلى إضم من أرض جهينة ، فقال أمية بن أبي الصلت «فولي البيت بعد جرهم قبيلة خزاعة» وفي ذلك قال شاعرهم:
وقال:

## أمر جرهم ودفنزمزم
قال ابن هشام: وكان من حديث جرهم، ودفنها زمزم، وخروجها من مكة، ومن ولي أمر مكة بعدها إلى أن حفر عبد المطلب زمزم، ما حدثنا به زياد بن عبد الله البكائي عن محمد بن إسحاق المطلبي قال: لما توفي إسماعيل بن إبراهيم ولي البيت بعده ابنه نابت بن إسماعيل - ما شاء الله أن يليه - ثم ولي البيت بعده مضاض بن عمرو الجرهمي.
قال ابن هشام: ويقال مضاض بن عمرو الجرهمي.
قال ابن إسحاق: وبنو إسماعيل، وبنو نابت مع جدهم مضاض بن عمرو وأخوالهم من جرهم، وجرهم وقطوراء يومئذ أهل مكة، وهما ابنا عم وكانا ظعنا من اليمن، فأقبلا سيارة وعلى جرهم: مضاض بن عمرو، وعلى قطوراء: السميدع رجل منهم. وكانوا إذا خرجوا من اليمن لم يخرجوا إلا ولهم ملك يقيم أمرهم. فلما نزلا مكة رأيا بلدا ذا ماء وشجر فأعجبهما فنزلا به. فنزل مضاض بن عمرو بمن معه من جرهم بأعلى مكة بقعيقعان فما حاز. ونزل السميدع بقطوراء أسفل مكة بأجياد فما حاز. فكان مضاض يعشر من دخل مكة من أعلاها، وكان السميدع يعشر من دخل مكة من أسفلها، وكل في قومه لا يدخل واحد منهما على صاحبه. ثم إن جرهم وقطوراء بغى بعضهم على بعض وتنافسوا الملك بها، ومع مضاض يومئذ بنو إسماعيل وبنو نابت، وإليه ولاية البيت دون السميدع. فسار بعضهم إلى بعض فخرج مضاض بن عمرو من قعيقعان في كتيبته سائرا إلى السميدع، ومع كتيبته عدتها من الرماح والدرق والسيوف والجعاب يقعقع بذلك معه فيقال ما سمي قعيقعان بقعيقعان إلا لذلك. وخرج السميدع من أجياد، ومعه الخيل والرجال فيقال ما سمي أجياد: أجيادا إلا لخروج الجياد من الخيل مع السميدع منه. فالتقوا بفاضح واقتتلوا قتالا شديدا، فقتل السميدع، وفضحت قطوراء. فيقال ما سمي فاضح فاضحا إلا لذاك. ثم إن القوم تداعوا إلى الصلح فساروا حتى نزلوا المطابخ: شعبا بأعلى مكة، واصطلحوا به وأسلموا الأمر إلى مضاض. فلما جمع إليه أمر مكة، فصار ملكها له نحر للناس فأطعمهم فأطبخ الناس وأكلوا، فيقال ما سميت المطابخ المطابخ إلا لذلك. وبعض أهل العلم يزعم أنها إنما سميت المطابخ، لما كان تبع نحر بها، وأطعم وكانت منزله فكان الذي كان بين مضاض والسميدع أول بغي كان بمكة فيما يزعمون.
ثم نشر الله ولد إسماعيل بمكة وأخوالهم من جرهم ولاة البيت والحكام بمكة لا ينازعهم ولد إسماعيل في ذلك لخؤولتهم وقرابتهم وإعظاما للحرمة أن يكون بها بغي أو قتال. فلما ضاقت مكة على ولد إسماعيل انتشروا في البلاد فلا يناوئون قوما إلا أظهرهم الله عليهم بدينهم فوطئوهم.

## قطورا وجرهم والسميدع
فصل وذكر نزول جرهم، وقطورا على أم إسماعيل هاجر، وجرهم: هو قحطان بن عامر بن شالخ بن أرفخشذ بن سام بن نوح؛ ويقال جرهم بن عابر وقد قيل إنه كان مع نوح في السفينة وذلك أنه من ولد ولده وهم من العرب العاربة وقيل ومنهم تعلم إسماعيل العربية. وقيل إسماعيل إن الله أنطقه بها العربية إنطاقا، وهو ابن أربع عشرة سنة.

وأما قطورا، فهو قطورا بن كركر.
وأما السميدع الذي ذكره فهو السميدع بن هوثر - (بثاء مثلثة - قيدها البكري) - بن لاي بن قطورا بن كركر بن عملاق ويقال إن الزباء الملكة كانت من ذريته وهي بنت عمرو بن أذينة بن ظرب بن حسان وبين حسان وبين السميدع آباء كثيرة ولا يصح قول من قال إن حسان ابنه لصلبه لبعد زمن الزباء من السميدع، وقد ذكرنا الاختلاف في اسمها في غير هذا الموضع وذكر الحارث بن مضاض الأكبر بن عمرو بن سعد بن الرقيب بن هي بن بنت جرهم.

## أجيادوقعيقعان
فصل وذكر ولاية جرهم البيت الحرام دون بني إسماعيل إلى أن بغوا في الحرم، وكان أول بغي في الحرم ما ذكره من حرب جرهم لقطورا.
وأما أجياد فلم يسم بأجياد من أجل جياد الخيل كما ذكر لأن جياد الخيل لا يقال فيها: أجياد، وإنما أجياد: جمع جيد.
وذكر أصحاب الأخبار أن مضاضا ضرب في ذلك الموضع أجياد مائة رجل من العمالقة، فسمي الموضع بأجياد وهكذا ذكر ابن هشام في غير كتاب ومن شعب أجياد تخرج دابة الأرض التي تكلم الناس قبل يوم القيامة كذلك روي عن صالح مولى التوأمة عن عبد الله بن عمرو بن العاص، وذكر غيره في أخبار مكة أن قعيقعان سمي بهذا الاسم حين نزل تبع مكة، ونحر عندها وأطعم ووضع سلاحه وأسلحة جنده بهذا المكان فسمي قعيقعان بقعقعة السلاح فيه - والله أعلم.

## ماوقع بينهم وبينالأزد
عند مرور قبيلة الأزد بمكة أشارت عليهم طريفة الكاهنة التي كانت برفقتهم، فقالت لهم: سيروا وأسيروا، فلن تجتمعوا أنتم ومن خلفتم أبدا، فهذا لكم أصل، وأنتم له فرع.
ثم قالت: مه مه، وحق ما أقول ما علمني ما أقول إلا الحكيم المحكم، رب جميع الإنس من عرب وعجم.
فقالوا لها: ما شأنك يا طريفة؟ قالت: خذوا البعير فخضبوه بالدم؛ تلون أرض جرهم جيران بيته المحرم. 
قال: فلما انتهوا إلى مكة وأهلها جرهم، وقد قهروا الناس وحازوا ولاية البيت على بني إسماعيل وغيرهم، أرسل إليهم ثعلبة بن عمرو بن عامر: يا قوم، إنا قد خرجنا من بلادنا، فلم ننزل بلدا إلا فسح أهلها لنا وتزحزحوا عنا، فنقيم معهم حتى نرسل روادنا، فيرتادون لنا بلدا يحملنا، فافسحوا لنا في بلادكم حتى نقيم قدر ما نستريح ونرسل روادنا إلى الشام وإلى الشرق، فحيثما بلغنا أنه أمثل لحقنا به، وأرجو أن يكون مقامنا معكم يسيرا. فأبت جرهم ذلك إباء شديدا، واستكبروا في أنفسهم، وقالوا: لا والله ما نحب أن تنزلوا معنا فتضيقون علينا مراتعنا ومواردنا، فارحلوا عنا حيث أحببتم، فلا حاجة لنا بجواركم. فأرسل إليهم ثعلبة أنه لا بد لي من المقام بهذا البلد حولا حتى يرجع إلي رسلي التي أرسلت، فإن تركتموني طوعا نزلت وحمدتكم وواسيتكم في الرعي والماء، وإن أبيتم أقمت على كرهكم، ثم لم ترتعوا معي إلا فضلا، ولن تشربوا إلا رنقا» سئل أبو الوليد عن الرنق، فقال: الكدر من الماء. وأنشد لزهير: كأن ريقتها بعد الكرى اغتبقت من طيب الراح لما بعد أن غبقا سح السقات على ناجودها شبما من ماء لينة لا طلقا ولا رنقا وإن قاتلتموني قاتلتكم، ثم إن ظهرت عليكم سبيت النساء، وقتلت الرجال، ولم أترك أحدا منكم ينزل الحرم أبدا. فأبت جرهم أن تتركه طوعا، وتعبأت لقتاله، فاقتتلوا ثلاثة أيام، وأفرغ عليهم الصبر، ومنعوا النصر، ثم انهزمت جرهم، فلم ينفلت منهم إلا الشريد، وكان مضاض بن عمرو بن الحارث قد اعتزل جرهما، ولم يعن جرهما في ذلك، وقال: قد كنت أحذركم هذا. ثم رحل هو وولده وأهل بيته حتى نزلوا قنونا وحلي، وما حول ذلك فبقايا جرهم بها إلى اليوم، وفنيت جرهم، أفناهم السيف في تلك الحرب، وأقام ثعلبة بمكة وما حولها في قومه وعساكره حولًا من الزمن ثم أكملو طريقهم وبقي منهم قبيلة خزاعة فأجلت من بقي من جرهم عن مكة.